# Нижнеторгаевский сельский совет
Нижнеторгаевский сельский совет (укр. Нижньоторгаївська сільська рада) — входит в состав
Нижнесерогозского района
Херсонской области
Украины.
Административный центр сельского совета находится в 
с. Нижние Торгаи.

## История
- 1840 — дата образования.

## Населённые пункты совета
- с. Нижние Торгаи